# Pallacanestro 3x3 ai II Giochi europei
La pallacanestro ai II Giochi europei si è disputata durante la II edizione dei Giochi europei, che si è svolta a Minsk, in Bielorussia, nel 2019.

## Podi
| Evento           | Oro                                                                        | Argento                                                                  | Bronzo                                                                              |
| Torneo maschile  | Russia Ilia Karpenkov Kirill Pisklov Stanislav Sharov Alexey Zherdev       | Lettonia Armands Ginters Roberts Pāže Armands Seņkāns Mārtiņš Šteinbergs | Bielorussia Maxim Liutych Mikita Meščarakoŭ Andrei Rahozenka Siarhei Vabishchevich  |
| Torneo femminile | Francia Clarince Djaldi-Tabdi Caroline Hériaud Assitan Koné Johanna Tayeau | Estonia Merike Anderson Kadri-Ann Lass Annika Köster Janne Pulk          | Bielorussia Natallia Dashkevich Maryna Ivaščanka Darya Mahalias Anastasiya Sushczyk |